# Rejon prionieżski

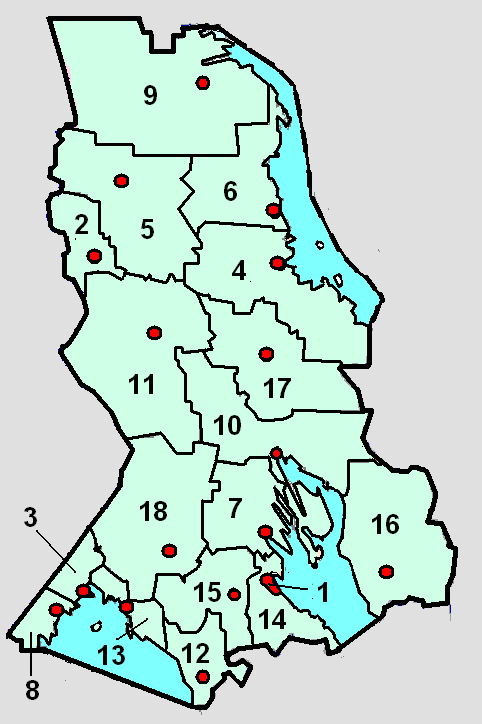
Podział administracyjny Karelii. Rejon prionieżski oznaczony numerem 14.
Czerwony punkt na terenie rejonu pokazuje lokalizację ośrodka administracyjnego

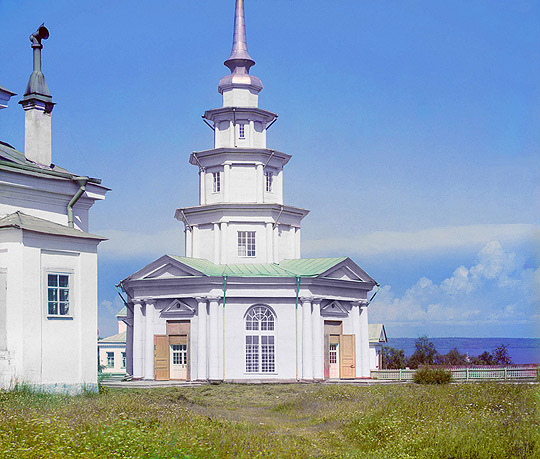
cerkiew w Pietrozawodsku – ośrodku administracyjnym rejonu

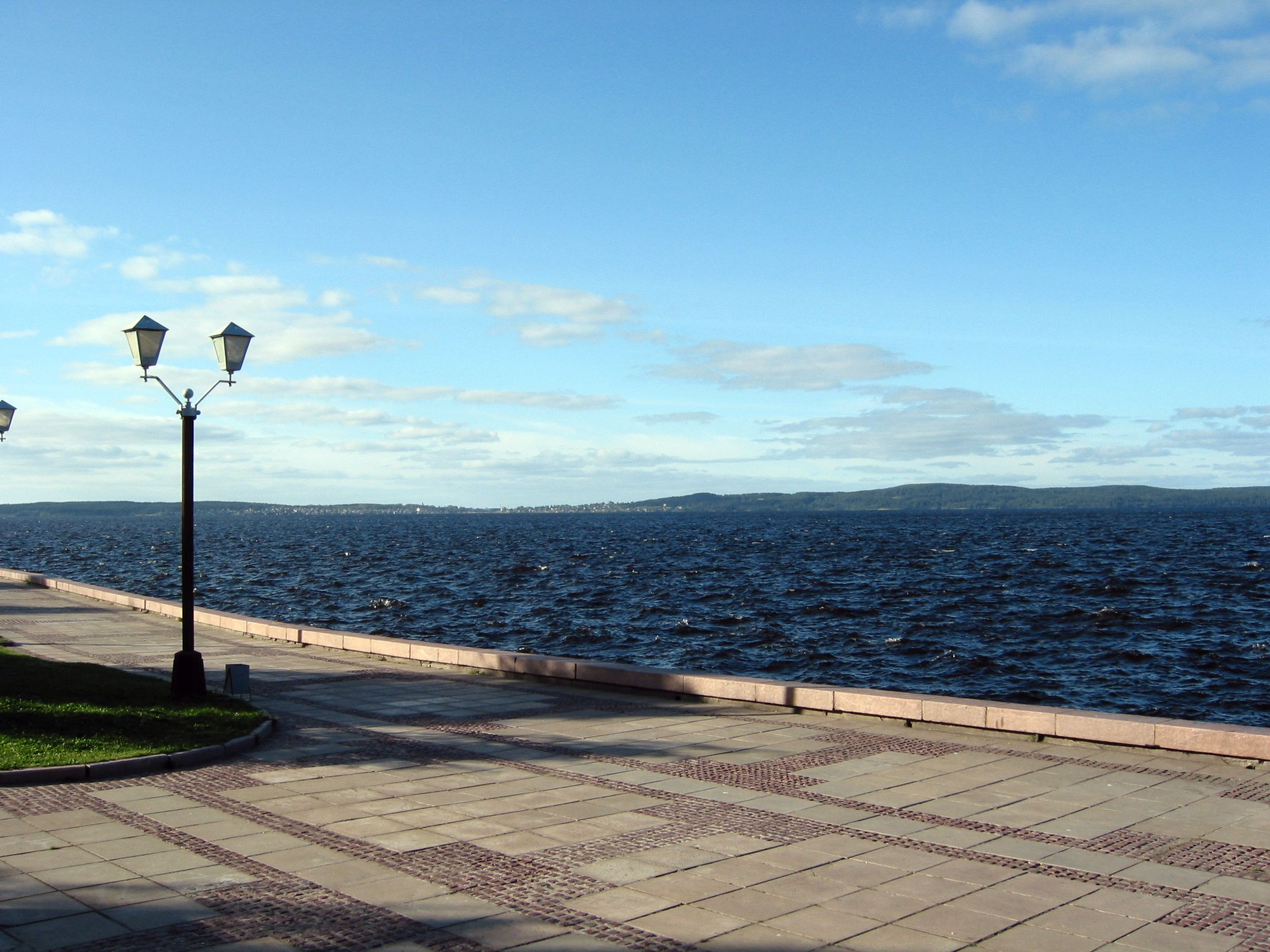
Jezioro Onega

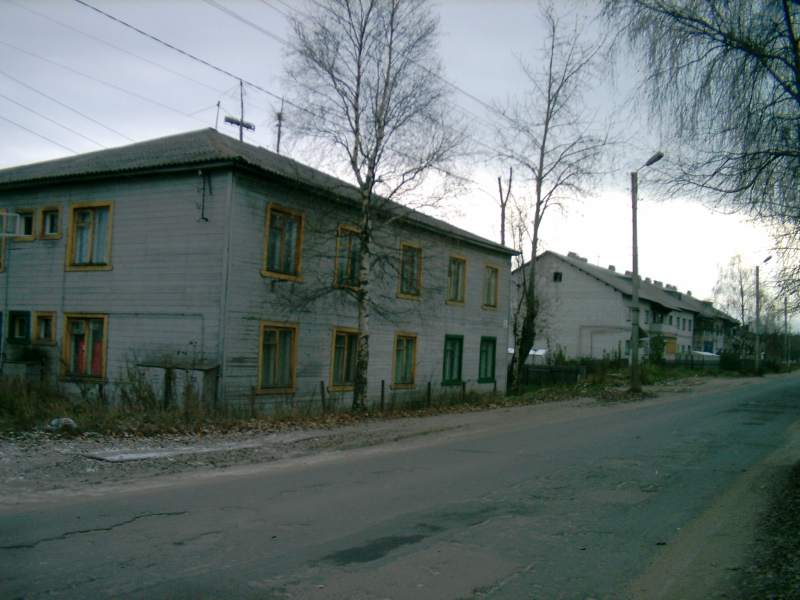
Ulica w osadzie Melioratiwnyj w rejonie prionieżskim

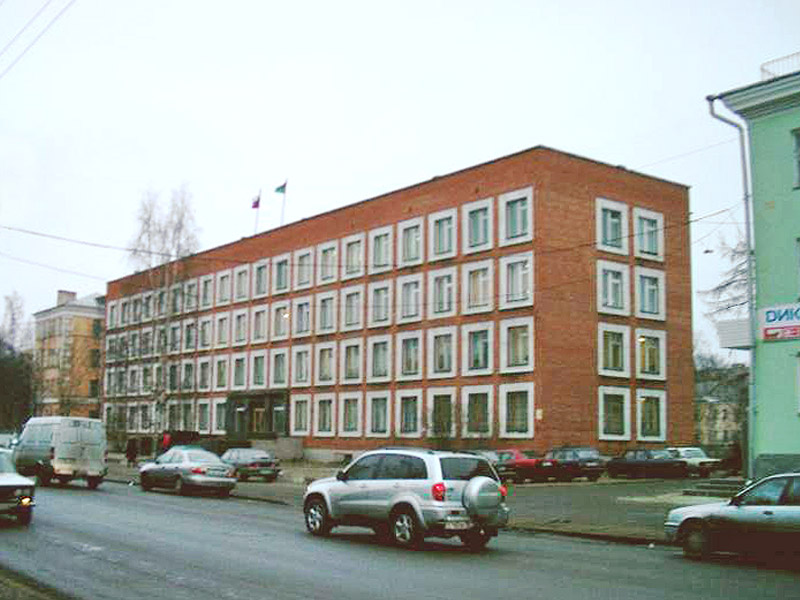
Budynek w Pietrozawodsku – siedziba władz rejonu

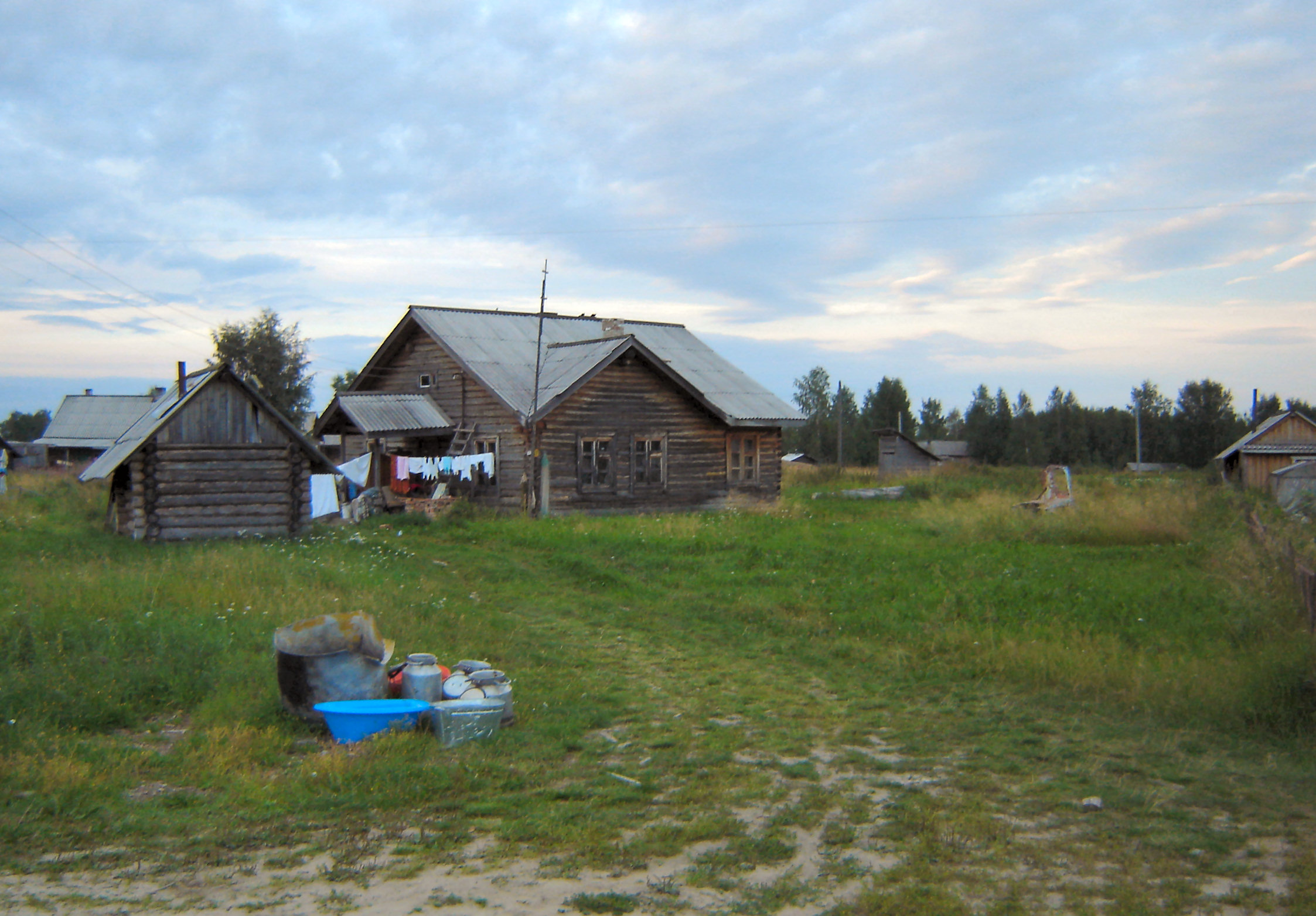
karelska wieś

Rejon prionieżski (wymowa: pri-onieżski) (ros.  Прионежский район ) – rejon w północno-zachodniej Rosji, wchodzący w skład rosyjskiej Republiki Karelii.

## Położenie
Rejon prionieżski leży na południu Karelii, nad jeziorem Onega (stąd nazwa).

## Powierzchnia
Rejon ma powierzchnię 3,66 tys. km².; większość obszaru pokrywa tajga, sosnowo-świerkowa, z domieszką drzew liściastych, głównie brzozy i osiki. Na terenie tym znajdują się liczne jeziora (największe – Onega) i rzeki. Sporą część obszaru rejonu stanowią bagna. Relatywnie dużą powierzchnię, jak na karelskie warunki, zajmują tereny rolnicze, zwłaszcza grunty orne.
Na niewielkim skrawku terenu rejonu znajduje się autonomiczna jednostka administracyjna północnej grupy ludu Wepsów – Wepska Gmina Narodowa.

## Ośrodek administracyjny
Ośrodkiem administracyjnym rejonu jest miasto Pietrozawodsk, liczący 266 011 mieszkańców (2005 r.), dwunastokrotnie więcej niż cała populacja rejonu. Miasto to nie wchodzi jednak w skład rejonu i ma status jednego z trzech miast wydzielonych Karelii.

## Ludność
Rejon zamieszkany jest przez 21 546 osób (2005 r.), głównie Rosjan, a także przez pewną grupę rdzennych mieszkańców Karelii – Karelów. Kilkuprocentowy udział w populacji mają też dwie inne napływowe nacje: Ukraińcy i Białorusini.
Na terenie rejonu zamieszkują także Wepsowie, którzy od 1994 r., na terenach, gdzie żyje ich najwięcej, posiadają niewielką autonomiczną jednostkę administracyjną, pozostającą w składzie rejonu prionieżskiego – Wepską Gminę Narodową.
Całość populacji rejonu zamieszkuje na wsiach, gdyż jedynym miastem na terenie tej jednostki podziału terytorialnego jest Pietrozawodsk, który stanowi osobny rejon miejski, wyłączony ze składu rejonu prionieżskiego.
W ostatnich latach populacja rejonu, tak jak populacja całej Karelii, zmniejsza się w wyniku emigracji ludności do większych miast w Rosji w poszukiwaniu pracy, oraz niskiego przyrostu naturalnego. Ponieważ wyjeżdżają głównie ludzie młodzi, średnia wieku mieszkańców jest wysoka (ok. 40 lat).
Gęstość zaludnienia wynosi niespełna 6 os./km².

## Gospodarka
Gospodarka rejonu, podobnie jak gospodarka całej Karelii po rozpadzie ZSRR pogrążona jest w kryzysie, jednak bliskość stolicy Karelii – Pietrozawodska ogranicza jego skutki i załamanie gospodarcze nie jest tak głębokie, jak w innych częściach kraju.
Podstawowymi źródłami utrzymania dla mieszkańców rejonu prionieżskiego jest pozyskiwanie drewna dla potrzeb przemysłu, uprawa ziemi i chów zwierząt, a także, w mniejszym stopniu, myślistwo i rybołówstwo. Spore znaczenie odgrywa szeroko pojmowana sfera usług.

## Przemysł
Głównym ośrodkiem przemysłowym rejonu jest niewchodzący w jego skład Pietrozawodsk.
W większych ośrodkach osadniczych znajduje się drobny przemysł drzewny oraz niewielkie zakłady przemysłu spożywczego, przetwarzające roślinną i zwierzęcą produkcję rejonu.

## Rolnictwo
Rejon prionieżski jest jednym z głównych karelskich ośrodków rolniczych. Mimo niezbyt sprzyjających warunków klimatycznych uprawianych jest wiele gatunków roślin, głównie ziemniaki, a także rośliny pastewne, oraz szybko rosnące gatunki warzyw i zboża: jęczmień, rzadziej żyto i owies.
Produkcja zwierzęca obejmuje bydło domowe i świnie.
W ostatnich latach lokalne władze starają się wykorzystać turystyczne walory rejonu, w celu wypromowania tego obszaru jako atrakcyjnego miejsca na turystycznej mapie północno-zachodniej Rosji. Umożliwiać mają to dogodne połączenia komunikacyjne oraz bliskość dużego ośrodka miejskiego, jakim jest Pietrozawodsk.

## Klimat
Na terenie Rejonu panuje klimat umiarkowany chłodny, przejściowy pomiędzy morskim a kontynentalnym.
Średnia roczna temperatura powietrza wynosi ok. 3°. Średnia temperatura najchłodniejszego miesiąca – lutego wynosi ok. -10 °C, zaś najcieplejszego – czerwca – ok. +17 °C. Okres bez przymrozków wynosi ok. 110 – 120 dni.
W rejonie notuje się wysoki poziom opadów, głównie w postaci deszczu, których największe nasilenie ma miejsce w sierpniu.